# 鯛形牙鯛
鯛形牙鯛為輻鰭魚綱鱸形目鱸亞目鯛科的其中一種，分布於印度太平洋區的阿拉弗拉海及澳洲北部海域，棲息深度100-264公尺，體長可達2.8公分。